# Роберт Дураццо
Роберт Дураццо (итал. Roberto di Durazzo, фр. Robert de Duras; 1326 — 19 сентября 1356, близ Пуатье) — сеньор Каппаччо, Муро и Монтальбано. Третий сын Джованни, герцога Дураццо, и Агнесы де Перигор.

## Биография
В 1350 году был схвачен венграми при взятии Аверсы, и вместе с братом Людовиком Гравинским, и кузенами Робертом и Филиппом Тарентскими до 1352 года был пленником Людовика I Венгерского. После освобождения нашел убежище в Авиньоне у своего дяди кардинала Эли де Талейран-Перигора, известного дипломата.
Тот пытался устроить брак Роберта с племянницей Джованни Висконти, сеньора Милана, но по пути в Милан Роберт был схвачен по приказу Жака Пьемонтского, жена которого, Сибилла де Бо, была убеждена, что Роберт и его родственники из семьи Дураццо устроили недавнее убийство её племянника Роберта, графа д’Авеллино, сына Гуго I. Роберт был освобожден благодаря усилиям дяди и папы Иннокентия VI, и вынужден обещать, что не будет пытаться отомстить.
Вернувшись в Прованс, он поднял мятеж против королевы Джованны. 5 февраля 1355 года Роберт захватил замок Бо, принадлежавший Раймонду II, графу д’Авеллино, брату убитого Роберта. Этот поступок вызвал возмущение папы и неаполитанского двора, где дом де Бо пользовался немалым влиянием. Эли де Талейран-Перигор пытался защищать племянника, но того все равно отлучили от церкви. Попытки посредничества, предпринятые Готье VI де Бриенном и другими сеньорами, ни к чему не привели. 9 мая королева приказала сенешалю Прованса Фульку д’Агу любыми способами вернуть замок Раймонду. В июне Фульк д’Агу осадил замок, а в августе Роберт капитулировал, получив от папы Иннокентия значительную сумму.
Сопровождал кардинала Перигорского в дипломатической поездке во Францию в 1356 году, где тот пытался выступить посредником на переговорах англичан и французов накануне битвы при Пуатье. Как и многие из рыцарей, сопровождавших кардинала, принял участие в сражении на стороне короля Иоанна Доброго, и погиб в бою.
По сообщению Жана Фруассара, раздраженный тем, что люди кардинала нарушили нейтралитет, Черный принц приказал поднять Роберта Дураццо на тарч и доставить Талейрану в Пуатье тело его племянника со словами, что принц таким образом приветствует кардинала. Хронист добавляет, что Эдвард намеревался в насмешку ещё и обезглавить мертвеца (обыграв одно из значений слова кардинал), но Джон Чандос отговорил его.